# Шаумян (Крым)
Шаумя́н (ранее участок № 36б, Мережино Б) / Яны Кёгэнэш (укр. Яни Кьоґенеш; крымскотат. Yañı Kögeneş) — село в Сакском районе Республики Крым, входит в состав Воробьёвского сельского поселения (согласно административно-территориальному делению Украины — Воробьёвского сельсовета Автономной Республики Крым).

## Население
| 2001 | 2014 |
| ---- | ---- |
| 56   | ↘17  |

Всеукраинская перепись 2001 года показала следующее распределение по носителям языка
| Язык             | Процент |
| ---------------- | ------- |
| крымскотатарский | 58,93   |
| украинский       | 12,5    |
| русский          | 8,93    |
| иврит            | 5,36    |
| Греческий        | 1,79    |

### Динамика численности
- 1989 год — 42 чел.[10]
- 2001 год — 56 чел.[11]
- 2009 год — 40 чел.[12]
- 2014 год — 17 чел.[13]

## Современное состояние
На 2016 год в селе Шаумян числится 2 улицы — Богдана Хмельницкого и Мира; на 2009 год, по данным сельсовета, село занимало площадь 8 гектаров, на которой в 22 дворах числилось 40 жителей.

## География
Шаумян — село на северо-западе района, в степном Крыму, в 2 км восточнее 18-го километра автодороги Т-0108 Евпатория — Черноморское, высота над уровнем моря — 76 м. Соседние сёла: Порфирьевка около 2 км на запад и Воробьёво в 2,5 км на юго-запад. Расстояние до райцентра — около 45 километров (по шоссе), ближайшая железнодорожная станция — Евпатория в 22 километрах. Транспортное сообщение осуществляется по региональной автодороге 35Н-477 Шишкино — Воробьёво — Шаумян (по украинской классификации — С-0-11229).

## История
Еврейское земледельческое поселение, под названием участок № 36б, было основано в начале 1930-х годов, на территории Евпаторийского района и вскоре получило наименование Мережино Б. Время переименования села в Шаумян пока точно не установлено, возможно, это произошло после репрессирования Абрама Мережина в 1937 году. Вскоре после начала отечественной войны часть еврейского населения Крыма была эвакуирована, из оставшихся под оккупацией большинство расстреляны.
После освобождения Крыма от фашистов, 12 августа 1944 года было принято постановление № ГОКО-6372с «О переселении колхозников в районы Крыма» и в сентябре 1944 года в район приехали первые новосёлы (150 семей) из Киевской и Каменец-Подольской областей, а в начале 1950-х годов последовала вторая волна переселенцев из различных областей Украины. С 25 июня 1946 года Шаумян в составе Крымской области РСФСР, а 26 апреля 1954 года Крымская область была передана из состава РСФСР в состав УССР. Время включения в состав Воробьёвского сельсовета пока не установлено: на 15 июня 1960 года село уже числилось в его составе. 1 января 1965 года, указом Президиума ВС УССР «О внесении изменений в административное районирование УССР — по Крымской области», Евпаторийский район был упразднён и село включили в состав Сакского (по другим данным — 11 февраля 1963 года). По данным переписи 1989 года в селе проживало 42 человека. С 12 февраля 1991 года село в восстановленной Крымской АССР, 26 февраля 1992 года переименованной в Автономную Республику Крым. С 21 марта 2014 года в составе Крыма, аннексировано Россией.
12 мая 2016 года парламент Украины, не признающий российскую аннексию, принял постановление о переименовании села в Яны Кёгенеш (укр. Яни Кьогенеш), в соответствии с законами о декоммунизации, однако данное решение не вступает в силу до «возвращения Крыма под общую юрисдикцию Украины».